# Magdalena (Chachapoyas)

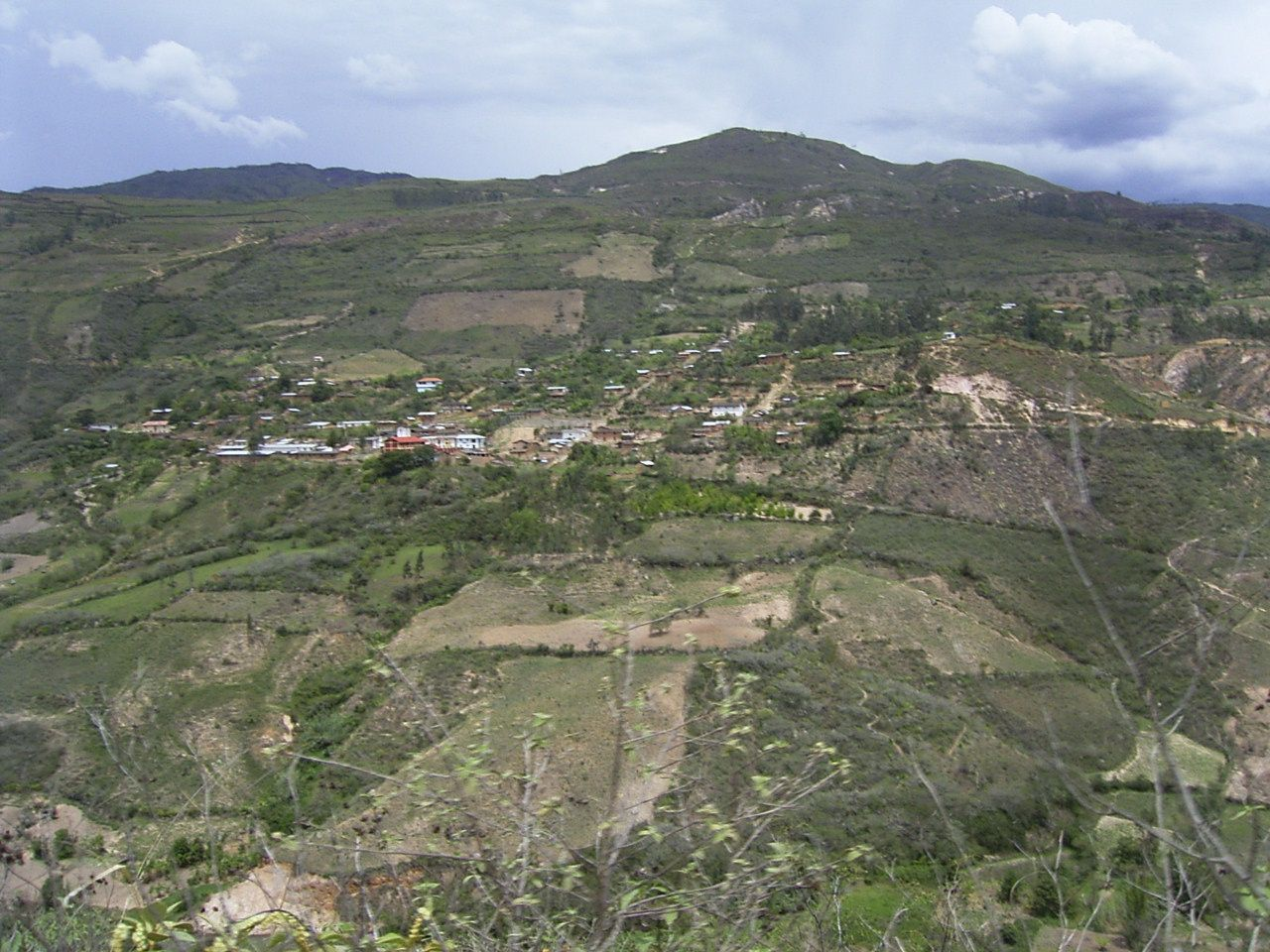
Das Dorf Magdalena, gesehen vom Distrikt Tingo.

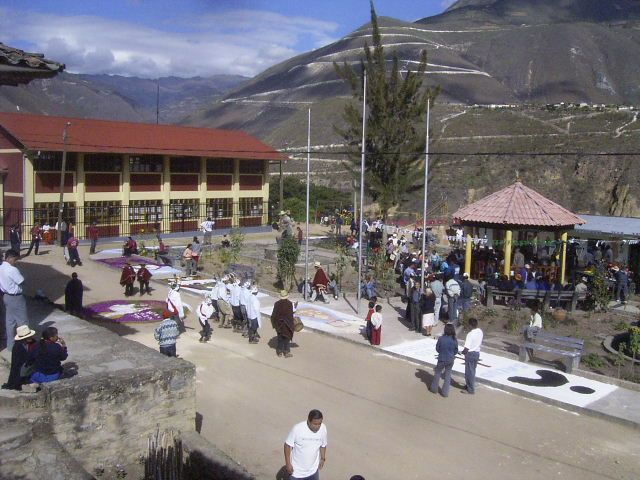
Magdalena feiert das Dorffest.

Magdalena ist die Hauptstadt des peruanischen Distriktes Magdalena in der Provinz Chachapoyas in der Region Amazonas.
Magdalena befindet sich dort, wo die Berge in Richtung des Flusses Utcubamba abflachen. Von Magdalena aus hat man eine herrliche Aussicht auf Kuelap. Nach Magdalena kommt man mit dem Auto von Chachapoyas (Peru) aus.

## Sehenswürdigkeiten

### Das Fest der Dorfheiligen
Das Dorffest in der Distrikthauptstadt Magdalena wird am Tag der Maria Magdalena begangen, am 20. Juli. Dabei gibt es einen Umzug mit Gruppen in traditioneller Kleidung. Außerdem stellen verschiedene Gemeinschaften des Dorfes ihr Handwerk vor (z. B. Herstellung von Zuckerrohrschnaps oder traditionellem Kunsthandwerk).

### Das Fest des Colegio
Der Gründungsjahrestag der weiterführenden Schule von Magdalena, dem Colegio Cesar Vallejo (benannt nach einem peruanischen Schriftsteller) am 18. Oktober ist auch einen Besuch wert, an diesem Tag gibt es meist Vorstellungen folklorischer Tänze und Bewirtung mit traditionellen Speisen.

### Die Ruinen von Makro
Bis heute ist ungeklärt, welchen Zweck die vielfältigen Häuserkonstruktionen einst erfüllten. Sie sind in jedem Fall einen Besuch wert. Man läuft hierzu vom Dorf Magdalena in Richtung des Utcubamba, der Weg ist ausgeschildert. Wer Zeit sparen will, kann sich auch von Don Felix mit der Seilbahn (Oroya) über den Utcubamba fahren lassen und muss dann nur noch die letzten 100 Meter zu Fuß gehen.

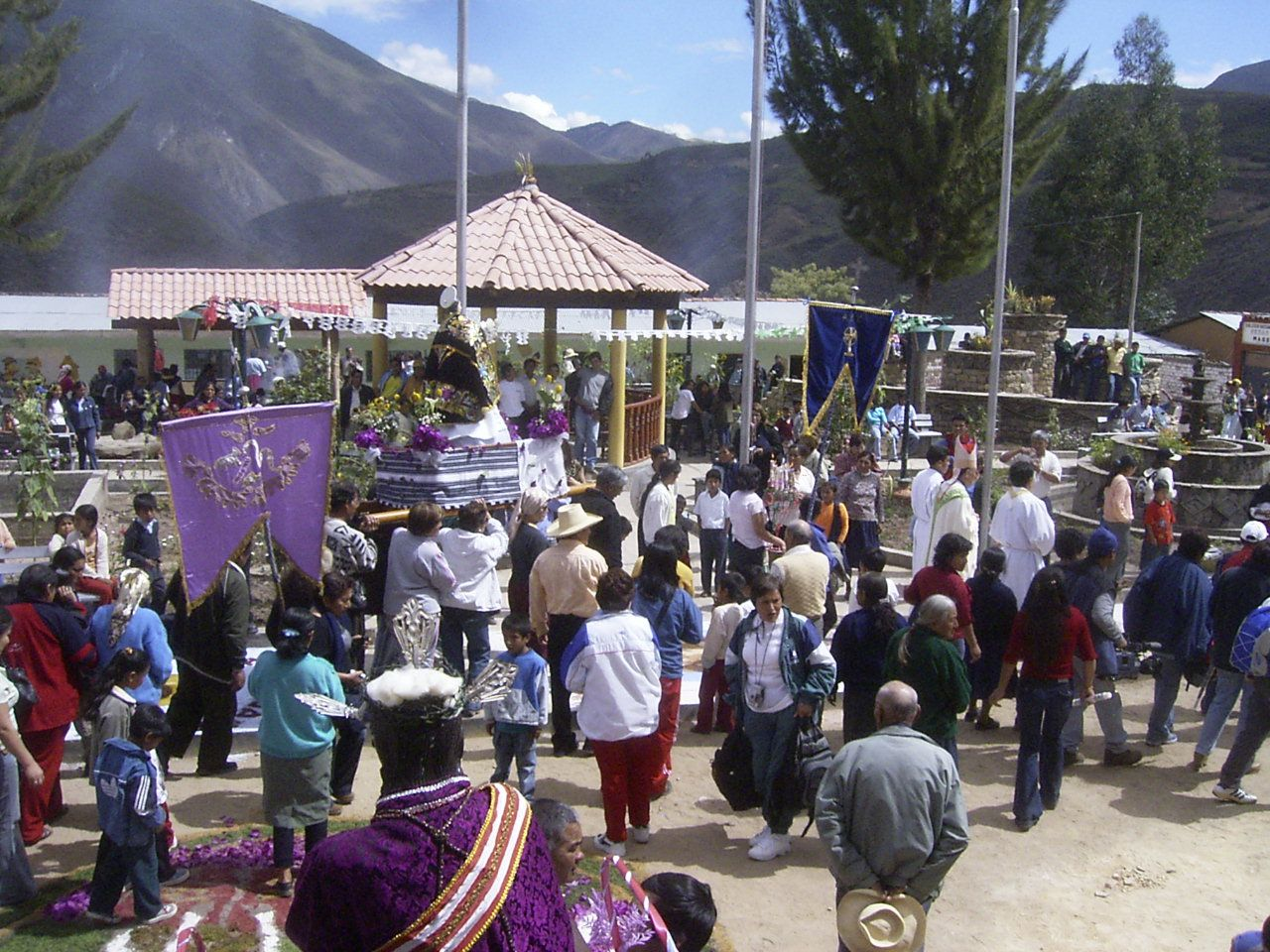
Magdalena feiert das Fest seiner Dorfheiligen.

### Die Höhle von Shihual
Folgt man dem Weg, welcher durch die Ruinen von Makro führt, so kommt man zur Höhle von Shivual. Es ist ratsam, diesen Ort in Begleitung eines kompetenten Führers und mit entsprechender Ausrüstung aufzusuchen, da die Höhle nicht ausreichend gesichert und erforscht ist. Der deutsche Anthropologe Peter Lerche, der in der Gegend forscht, stellte die Vermutung auf, dass die Höhle oberhalb der Ruinen von Makro einen zweiten Eingang besitzt. Aufgrund fehlender Mittel kam es bisher noch zu keiner vollständigen Erforschung der Höhle. Innerhalb der Höhle kann man einen Friedhof, Malereien und Mauerkonstruktionen der Kultur der Chachapoya finden.

### Der Dorfplatz von Magdalena
Am Dorfplatz findet man eine kleine Nachbildung der Ruinen von Makro. Außerdem sieht man die Kirche von Magdalena und die lokale Frauenkooperative, die Kunsthandwerk produziert und auch verkauft.

### Die Kirche von Magdalena
Neben den Figuren von Sankt Franziskus und Maria Magdalena kann man in der Kirche ein historisches Kreuz aus dem mittleren 19. Jahrhundert sehen. Der Hochaltar der Kirche stürzte Mitte der 1980er-Jahre ein. Die Kirche ist hauptsächlich aus Holz und Adobes (Lehmziegel) gebaut.

## Die Legende von Magdalena
Die Großeltern von Magdalena erzählen ihren Enkeln noch heute die Legende, die erzählt, warum das Dorf Magdalena auf halber Höhe des Hanges liegt und nicht oben auf dem Berg.

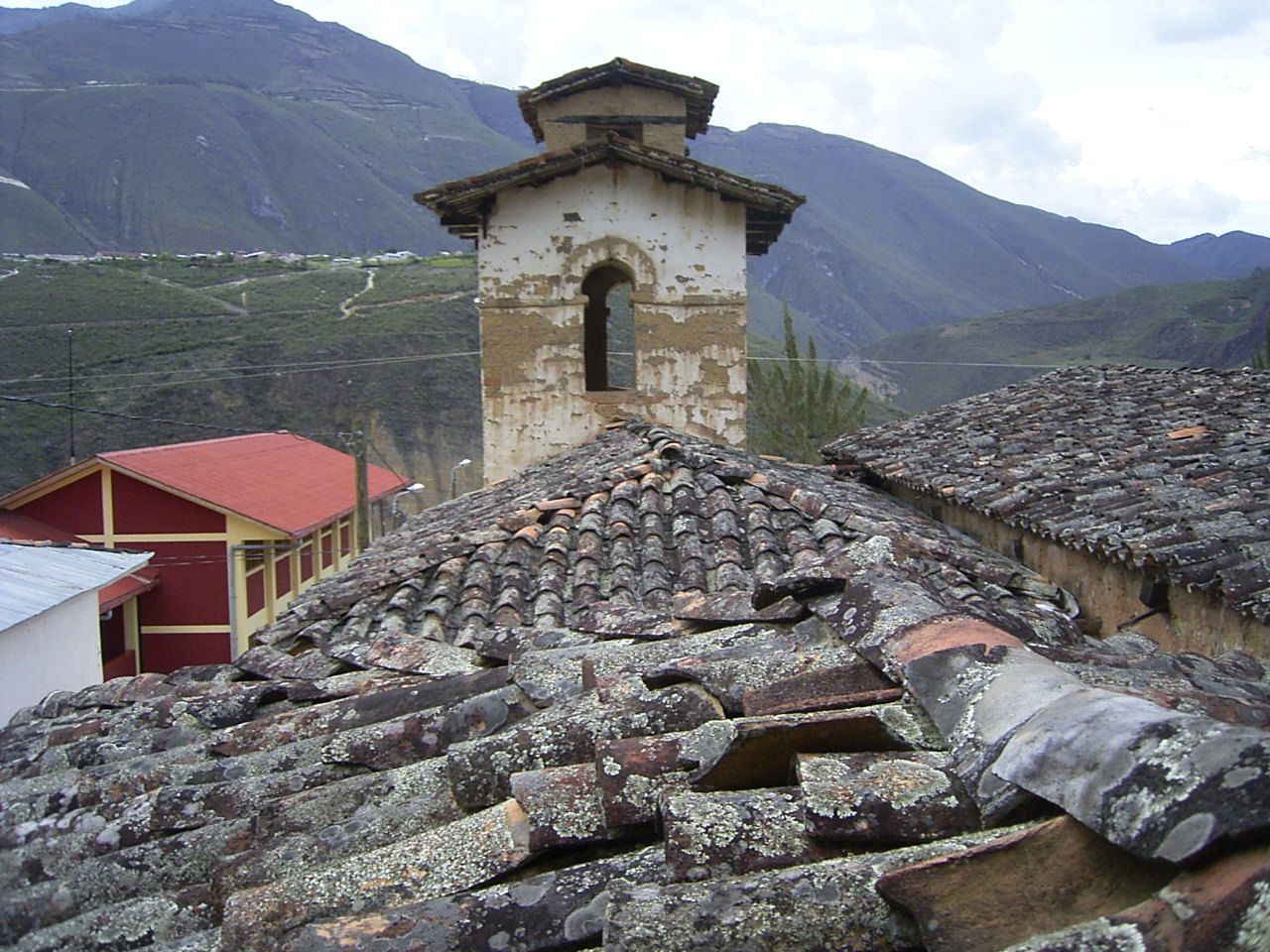
Die Kirche von Magdalena.

Einst lag das Dörfchen Magdalena ganz oben auf dem Berg. Neben vielen Kindern und Erwachsenen, den Häusern und dem Vieh gab es zu jener Zeit in Magdalena einen Priester, der im Besitz magischer Kräfte war, er konnte die Zukunft sehen. So sah er eines Tages, als er gerade in seinem Kirchlein vor Maria Magdalena betete, dass um Mitternacht eine Katastrophe über das Dörflein kommen würde. Aufgeregt verließ er sein Kirchlein, um die Menschen im Dorf zu warnen. Es war aber nicht irgendein Tag, sondern es war der 20. Juli, das Fest der Maria Magdalena und die Leute feierten ein großes Fest im Zentrum des Dorfes. Sie wollten nicht auf den Priester hören und feierten weiter, bis in die späte Nacht hinein. Der Priester aber ging in das Kirchlein, nahm das Allerheiligste und die Statue der Maria Magdalena und stieg am Berg hinab. Auf der halben Höhe des Berges traf er auf ein kleines Hüttlein. Er stellte die Statue hinein und das war nicht zu früh. In diesem Moment ließ ein schweres Erdbeben den ganzen Berg erzittern. Das gesamte Dorf hoch oben auf dem Berg wurde zerstört. Aber eine kleine Hütte am Rande des Berges hatte das Erdbeben unbeschädigt überstanden. Es war eben jene Hütte, in welcher nun die Statue der Maria Magdalena stand. Die Menschen aus dem Dorf sahen, dass die kleine Hütte das Erdbeben heil überstanden hatte. Am nächsten Tage schon fingen sie an, an der Stelle, an der die Hütte stand, eine Kirche zu errichten. Als die Kirche fertig war, begann man auch, das Dorf rund um die Kirche herum wieder neu aufzubauen.
Und dort, wo einst die Hütte stand, steht die Kirche noch heute.
Und wer den Berg besteigt, wird auf die Ruinen der Häuser treffen, die bei jenem Erdbeben zerstört wurden.

## Typische Speisen
In Magdalena isst man das Sancochado, das Mote, den Chocho, das Locro de Mote Pelado, Speisen, die hauptsächlich aus Mais, Weizen, Reis und Kartoffeln hergestellt werden und natürlich das gebratene Meerschweinchen.